# Angelica dahurica
Pour les articles homonymes, voir Angélique.
Espèce
L'angélique dahurica (latin : Angelica dahurica ; chinois : 白芷 ; pinyin : báizhǐ) est une espèce de plante d'Extrême-Orient, dont la principale variété, angelica dahurica var. dahurica pousse dans le Nord-Est de la Chine continentale (Dongbei). Il existe également les variétés angelica dahurica var. formosana (zh) (台湾独活, táiwān dúhuó), poussant sur l'île de Taïwan et l'angelica dahurica var. hangbaizhi (zh) (杭白芷, hángbáizhǐ), poussant vers Hangzhou, au Sud-Est de la Chine continentale.

## Utilisation

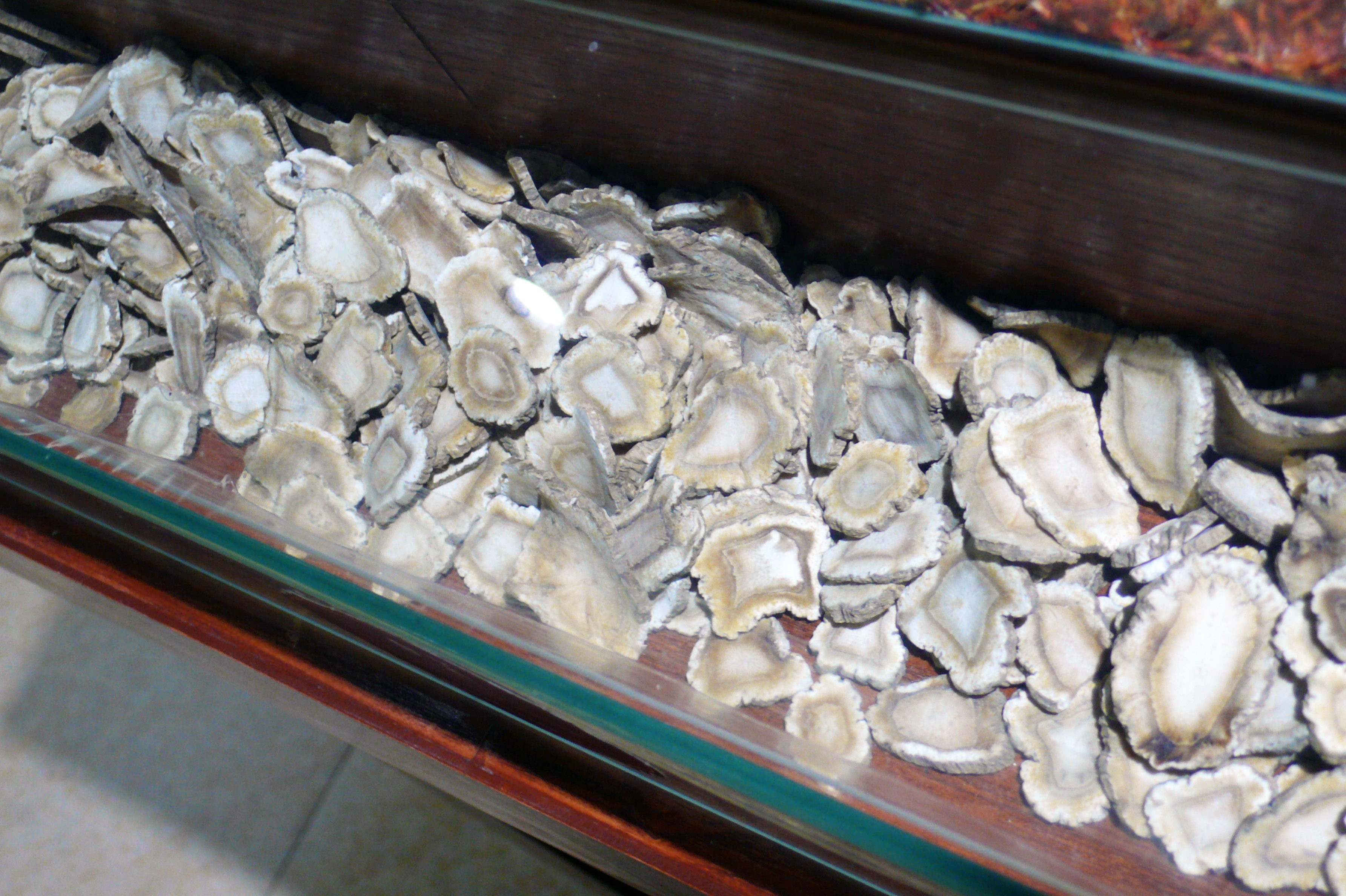
tranches de racine d'angélique dahurica séchées.

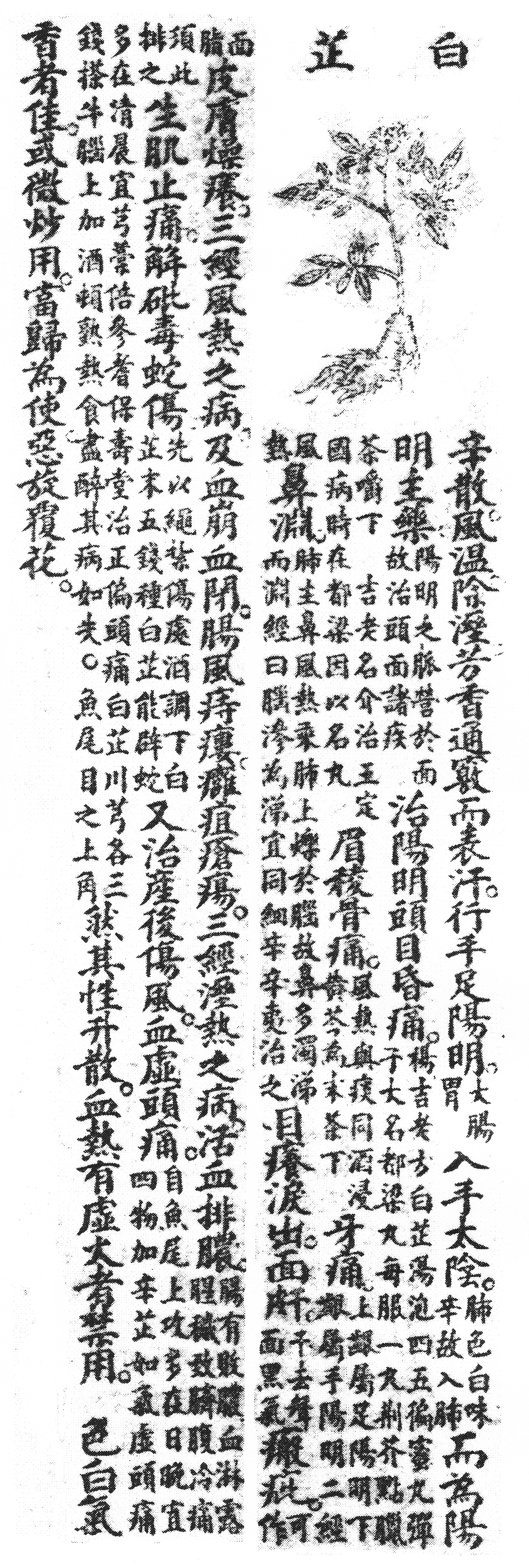
texte ancien sur l'angélique dahurica.

Les racines de la plante sont utilisées dans la pharmacopée chinoise. On leur donne pour propriétés d'atténuer la douleur, elle réduit les maux de tête, les encombrements nasaux et les rages de dent.